# Aziz Abbes Mouhiidine
Aziz Abbes Mouhiidine, född  6 oktober 1998, är en italiensk boxare.

## Karriär
Aziz Abbes Mouhiidine tog silver vid Världsmästerskapen i boxning 2021 och 2023. Vid Europeiska spelen 2023 tog han guld.